# Nicola Lake
Nicola Lake är en sjö i Kanada.   Den ligger i provinsen British Columbia, i den södra delen av landet, 3 300 km väster om huvudstaden Ottawa. Nicola Lake ligger 624 meter över havet. Arean är 24,5 kvadratkilometer. Den sträcker sig 11,5 kilometer i nord-sydlig riktning, och 14,5 kilometer i öst-västlig riktning.
Trakten runt Nicola Lake består i huvudsak av gräsmarker. Trakten runt Nicola Lake är nära nog obefolkad, med mindre än två invånare per kvadratkilometer.